# Alexgeorgea
Alexgeorgea, biljni rod jednosupnica iz porodice Restionaceae. Postoje tri priznate vrsta iz Zapadne Australije.

## Vrste
1. Alexgeorgea ganopoda L.A.S.Johnson & B.G.Briggs
2. Alexgeorgea nitens (Nees) L.A.S.Johnson & B.G.Briggs
3. Alexgeorgea subterranea Carlquist